# Scopula nitidaria
Scopula nitidaria là một loài bướm đêm trong họ Geometridae.